# Lista de quadrângulos em Marte
A superfície de Marte foi dividida em 30 quadrângulos pelo Serviço Geológico dos Estados Unidos, o nome advém do fato de suas bordas se delimitam de acordo com as linhas de latitude e longitude, o que faz os mapas parecerem retangulares. Os quadrângulos marcianos recebem o nome de objetos geográficos locais e são numerados com o prefixo "MC" para "Mars Chart."

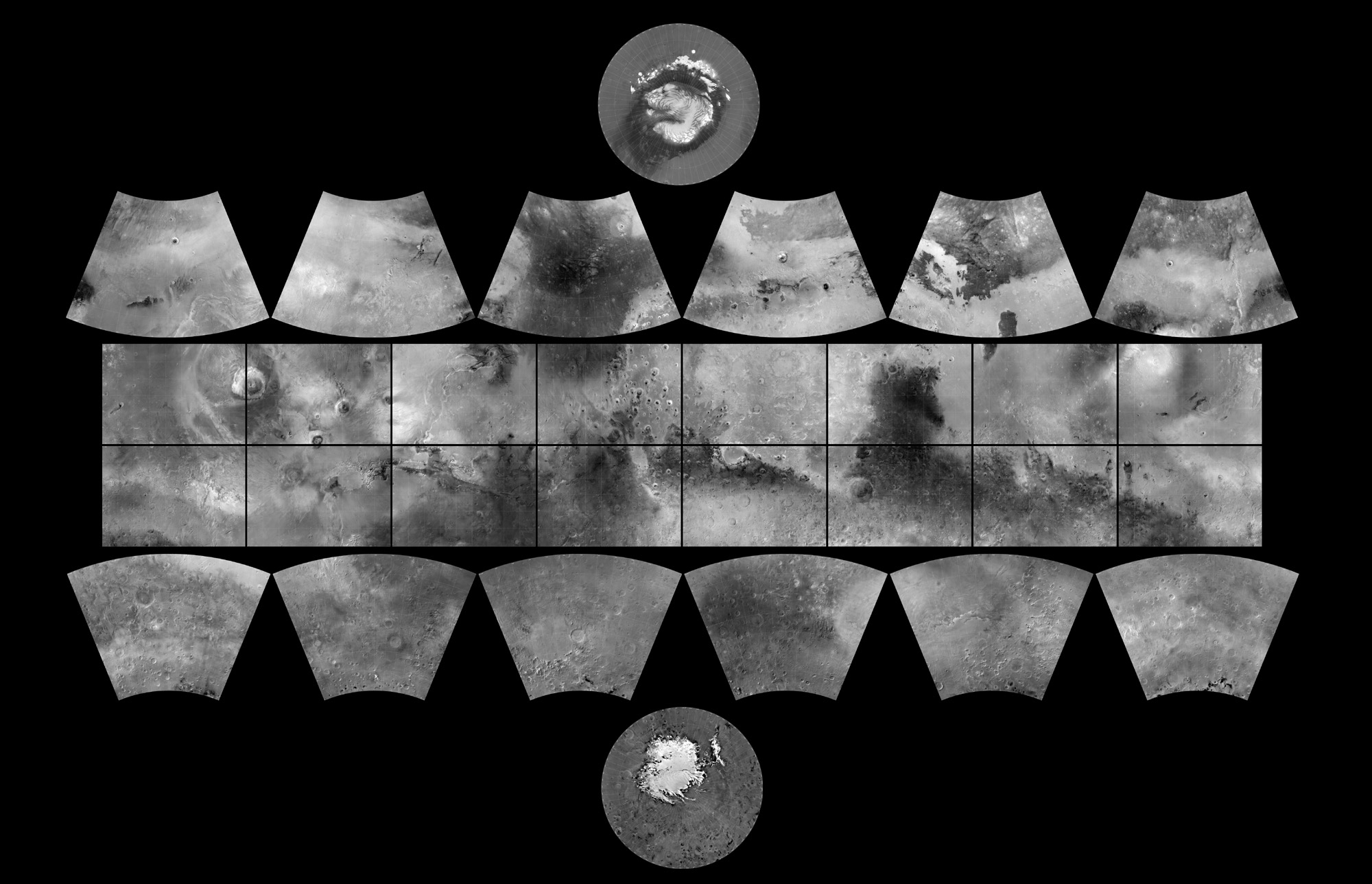
Mapa de Marte da Mars Global Surveyor dividido em 30 quadrângulos.

A longitude Oeste é utilizada.
| Nome                     | Número | Área                                        |
| ------------------------ | ------ | ------------------------------------------- |
| Mare Boreum (Pólo Norte) | MC-01  | Latitude 65° a 90°, Longitude 0° a 360°     |
| Diacria                  | MC-02  | Latitude 30° a 65°, Longitude 120° a 180°   |
| Arcadia                  | MC-03  | Latitude 30° a 65°, Longitude 60° a 120°    |
| Mare Acidalium           | MC-04  | Latitude 30° a 65°, Longitude 0° a 60°      |
| Ismenius Lacus           | MC-05  | Latitude 30° a 65°, Longitude 300° a 360°   |
| Casius                   | MC-06  | Latitude 30° a 65°, Longitude 240° a 300°   |
| Cebrenia                 | MC-07  | Latitude 30° a 65°, Longitude 180° a 240°   |
| Amazonis                 | MC-08  | Latitude 0° a 30°, Longitude 135° a 180°    |
| Tharsis                  | MC-09  | Latitude 0° a 30°, Longitude 90° a 135°     |
| Lunae Palus              | MC-10  | Latitude 0° a 30°, Longitude 45° a 90°      |
| Oxia Palus               | MC-11  | Latitude 0° a 30°, Longitude 0° a 45°       |
| Arabia                   | MC-12  | Latitude 0° a 30°, Longitude 315° a 360°    |
| Syrtis Major             | MC-13  | Latitude 0° a 30°, Longitude 270° a 315°    |
| Amenthes                 | MC-14  | Latitude 0° a 30°, Longitude 225° a 270°    |
| Elysium                  | MC-15  | Latitude 0° a 30°, Longitude 180° a 225°    |
| Memnonia                 | MC-16  | Latitude -30° a 0°, Longitude 135° a 180°   |
| Phoenicis Lacus          | MC-17  | Latitude -30° a 0°, Longitude 90° a 135°    |
| Coprates                 | MC-18  | Latitude -30° a 0°, Longitude 45° a 90°     |
| Margaritifer Sinus       | MC-19  | Latitude -30° a 0°, Longitude 0° a 45°      |
| Sinus Sabaeus            | MC-20  | Latitude -30° a 0°, Longitude 315° a 360°   |
| Iapygia                  | MC-21  | Latitude -30° a 0°, Longitude 270° a 315°   |
| Mare Tyrrhenum           | MC-22  | Latitude -30° a 0°, Longitude 225° a 270°   |
| Aeolis                   | MC-23  | Latitude -30° a 0°, Longitude 180° a 225°   |
| Phaethontis              | MC-24  | Latitude -65° a -30°, Longitude 120° a 180° |
| Thaumasia                | MC-25  | Latitude -65° a -30°, Longitude 60° a 120°  |
| Argyre                   | MC-26  | Latitude -65° a -30°, Longitude 0° a 60°    |
| Noachis                  | MC-27  | Latitude -65° a -30°, Longitude 300° a 360° |
| Hellas                   | MC-28  | Latitude -65° a -30°, Longitude 240° a 300° |
| Eridania                 | MC-29  | Latitude -65° a -30°, Longitude 180° a 240° |
| Mare Australe (Pólo Sul) | MC-30  | Latitude -90° a -65°, Longitude 0° a 360°   |

Inter-relação dos quadrângulos:
| Quadrângulos em Marte                      | Quadrângulos em Marte                    | Quadrângulos em Marte                    | Quadrângulos em Marte                        | Quadrângulos em Marte                        | Quadrângulos em Marte                        | Quadrângulos em Marte                    | Quadrângulos em Marte                    | Quadrângulos em Marte                    | Quadrângulos em Marte                           | Quadrângulos em Marte                           | Quadrângulos em Marte                           | Quadrângulos em Marte                       | Quadrângulos em Marte                       | Quadrângulos em Marte                       | Quadrângulos em Marte                       | Quadrângulos em Marte                     | Quadrângulos em Marte                     | Quadrângulos em Marte                       | Quadrângulos em Marte                       | Quadrângulos em Marte                       | Quadrângulos em Marte                 | Quadrângulos em Marte                 | Quadrângulos em Marte                 |
| ------------------------------------------ | ---------------------------------------- | ---------------------------------------- | -------------------------------------------- | -------------------------------------------- | -------------------------------------------- | ---------------------------------------- | ---------------------------------------- | ---------------------------------------- | ----------------------------------------------- | ----------------------------------------------- | ----------------------------------------------- | ------------------------------------------- | ------------------------------------------- | ------------------------------------------- | ------------------------------------------- | ----------------------------------------- | ----------------------------------------- | ------------------------------------------- | ------------------------------------------- | ------------------------------------------- | ------------------------------------- | ------------------------------------- | ------------------------------------- |
| MC-01 Mare Boreum (Artigos relacionados)   |                                          |                                          |                                              |                                              |                                              |                                          |                                          |                                          |                                                 |                                                 |                                                 |                                             |                                             |                                             |                                             |                                           |                                           |                                             |                                             |                                             |                                       |                                       |                                       |
| MC-02 Diacria (Artigos relacionados)       | MC-02 Diacria (Artigos relacionados)     | MC-02 Diacria (Artigos relacionados)     | MC-02 Diacria (Artigos relacionados)         | MC-03 Arcadia (Artigos relacionados)         | MC-03 Arcadia (Artigos relacionados)         | MC-03 Arcadia (Artigos relacionados)     | MC-03 Arcadia (Artigos relacionados)     | MC-04 Acidalium (Artigos relacionados)   | MC-04 Acidalium (Artigos relacionados)          | MC-04 Acidalium (Artigos relacionados)          | MC-04 Acidalium (Artigos relacionados)          | MC-05 Ismenius Lacus (Artigos relacionados) | MC-05 Ismenius Lacus (Artigos relacionados) | MC-05 Ismenius Lacus (Artigos relacionados) | MC-05 Ismenius Lacus (Artigos relacionados) | MC-06 Casius (Artigos relacionados)       | MC-06 Casius (Artigos relacionados)       | MC-06 Casius (Artigos relacionados)         | MC-06 Casius (Artigos relacionados)         | MC-07 Cebrenia (Artigos relacionados)       | MC-07 Cebrenia (Artigos relacionados) | MC-07 Cebrenia (Artigos relacionados) | MC-07 Cebrenia (Artigos relacionados) |
| MC-08 Amazonis (Artigos relacionados)      | MC-08 Amazonis (Artigos relacionados)    | MC-08 Amazonis (Artigos relacionados)    | MC-09 Tharsis ( Artigos relacionados)        | MC-09 Tharsis ( Artigos relacionados)        | MC-09 Tharsis ( Artigos relacionados)        | MC-10 Lunae Palus (Artigos relacionados) | MC-10 Lunae Palus (Artigos relacionados) | MC-10 Lunae Palus (Artigos relacionados) | MC-11 Oxia Palus (Artigos relacionados)         | MC-11 Oxia Palus (Artigos relacionados)         | MC-11 Oxia Palus (Artigos relacionados)         | MC-12 Arabia (Artigos relacionados)         | MC-12 Arabia (Artigos relacionados)         | MC-12 Arabia (Artigos relacionados)         | MC-13 Syrtis Major (Artigos relacionados)   | MC-13 Syrtis Major (Artigos relacionados) | MC-13 Syrtis Major (Artigos relacionados) | MC-14 Amenthes (Artigos relacionados)       | MC-14 Amenthes (Artigos relacionados)       | MC-14 Amenthes (Artigos relacionados)       | MC-15 Elysium (Artigos relacionados)  | MC-15 Elysium (Artigos relacionados)  | MC-15 Elysium (Artigos relacionados)  |
| MC-16 Memnonia (Artigos relacionados)      | MC-16 Memnonia (Artigos relacionados)    | MC-16 Memnonia (Artigos relacionados)    | MC-17 Phoenicis Lacus (Artigos relacionados) | MC-17 Phoenicis Lacus (Artigos relacionados) | MC-17 Phoenicis Lacus (Artigos relacionados) | MC-18 Coprates (Artigos relacionados)    | MC-18 Coprates (Artigos relacionados)    | MC-18 Coprates (Artigos relacionados)    | MC-19 Margaritifer Sinus (Artigos relacionados) | MC-19 Margaritifer Sinus (Artigos relacionados) | MC-19 Margaritifer Sinus (Artigos relacionados) | MC-20 Sinus Sabaeus (Artigos relacionados)  | MC-20 Sinus Sabaeus (Artigos relacionados)  | MC-20 Sinus Sabaeus (Artigos relacionados)  | MC-21 Iapygia (Artigos relacionados)        | MC-21 Iapygia (Artigos relacionados)      | MC-21 Iapygia (Artigos relacionados)      | MC-22 Mare Tyrrhenum (Artigos relacionados) | MC-22 Mare Tyrrhenum (Artigos relacionados) | MC-22 Mare Tyrrhenum (Artigos relacionados) | MC-23 Aeolis (Artigos relacionados)   | MC-23 Aeolis (Artigos relacionados)   | MC-23 Aeolis (Artigos relacionados)   |
| MC-24 Phaethontis (Artigos relacionados)   | MC-24 Phaethontis (Artigos relacionados) | MC-24 Phaethontis (Artigos relacionados) | MC-24 Phaethontis (Artigos relacionados)     | MC-25 Thaumasia (Artigos relacionados)       | MC-25 Thaumasia (Artigos relacionados)       | MC-25 Thaumasia (Artigos relacionados)   | MC-25 Thaumasia (Artigos relacionados)   | MC-26 Argyre (Artigos relacionados)      | MC-26 Argyre (Artigos relacionados)             | MC-26 Argyre (Artigos relacionados)             | MC-26 Argyre (Artigos relacionados)             | MC-27 Noachis (Artigos relacionados)        | MC-27 Noachis (Artigos relacionados)        | MC-27 Noachis (Artigos relacionados)        | MC-27 Noachis (Artigos relacionados)        | MC-28 Hellas ( Artigos relacionados)      | MC-28 Hellas ( Artigos relacionados)      | MC-28 Hellas ( Artigos relacionados)        | MC-28 Hellas ( Artigos relacionados)        | MC-29 Eridania (Artigos relacionados)       | MC-29 Eridania (Artigos relacionados) | MC-29 Eridania (Artigos relacionados) | MC-29 Eridania (Artigos relacionados) |
| MC-30 Mare Australe (Artigos relacionados) |                                          |                                          |                                              |                                              |                                              |                                          |                                          |                                          |                                                 |                                                 |                                                 |                                             |                                             |                                             |                                             |                                           |                                           |                                             |                                             |                                             |                                       |                                       |                                       |